# Benoît Aymon
 (février 2023).
Si vous disposez d'ouvrages ou d'articles de référence ou si vous connaissez des sites web de qualité traitant du thème abordé ici, merci de compléter l'article en donnant les références utiles à sa vérifiabilité et en les liant à la section « Notes et références ».
Benoît Aymon, né à Sion dans le Valais le 15 juin 1954, est un journaliste suisse.

## Biographie
Après avoir obtenu une licence en lettres en histoire et français à Genève, en 1979, Benoît Aymon anime les informations matinales de la Radio suisse romande. De là, il entre en 1981, à la Télévision suisse romande. Il y fait ses débuts au Téléjournal (journal du soir), puis collabore à l'émission de vulgarisation scientifique Télescope avant de présenter le journal du soir de 1989 à 1993.
Dès 1993, avec Pierre-Pascal Rossi et Claude Delieutraz, Benoît Aymon crée, coproduit et coprésente l'émission Passe-moi les jumelles. Il a laissé la présentation de l'émission en 2011 à Virginie Brawand. Il a produit et réalisé deux séries d'épisodes de télé-réalité sur des randonnées en montagne, diffusées dans Passe-moi les jumelles (La Haute Route en 2006 et Le Tour du Cervin en 2013) et a travaillé en coproduction avec Arte pour la réalisation de trois films : Profession : Guides de montagne (2003), Secours en montagne (2001) et enfin La Haute Route (2006).

## Publications
- Passe-moi les jumelles – les coulisses
- La Patrouille des glaciers – une légende alpine
- Accident de lumière
- Cervin absolu, éditions Paulsen, 2015